# Санный спорт на зимних Олимпийских играх 1998
Соревнования по санному спорту на зимних Олимпийских играх 1998 года прошли с 9 по 13 февраля на санно-бобслейной трассе города Нагано. Были разыграны три комплекта наград — на одноместных и двухместных санях среди мужчин и одноместных санях среди женщин.
Драматично развивалось противостояние двух немецких саночниц Зильке Краусхаар и Барбары Нидернхубер. После первого заезда Краусхаар опережала свою соперницу на 0,019 секунды, однако во втором старте Нидернхубер взяла лидерство с отрывом в 0,056, став главной претенденткой на золотую медаль. В третьем и четвёртом заездах Краусхаар отыграла сначала 0,050 секунды, а потом ещё 0,008, таким образом опередив конкурентку всего лишь на две тысячных секунды.

## Общий зачёт
| Общее количество медалей |          |        |         |        |       |
| Место                    | Страна   | Золото | Серебро | Бронза | Всего |
| 1                        | Германия | 3      | 1       | 1      | 5     |
| 2                        | США      | 0      | 1       | 1      | 2     |
| 3                        | Италия   | 0      | 1       | 0      | 1     |
| 4                        | Австрия  | 0      | 0       | 1      | 1     |

## Медалисты
| Дисциплина         | Золото                                | Серебро                      | Бронза                              |
| Одиночки (мужчины) | Георг Хакль Германия                  | Армин Цоггелер Италия        | Йенс Мюллер Германия                |
| Одиночки (женщины) | Зильке Краусхар Германия              | Барбара Нидернхубер Германия | Ангелика Нойнер Австрия             |
| Двойки (мужчины)   | Германия · Штефан Краусе · Ян Берендт | США · Крис Торп · Гордон Шир | США · Марк Гримметт · Брайан Мартин |